# Tourelle de 75 mm R modèle 1905

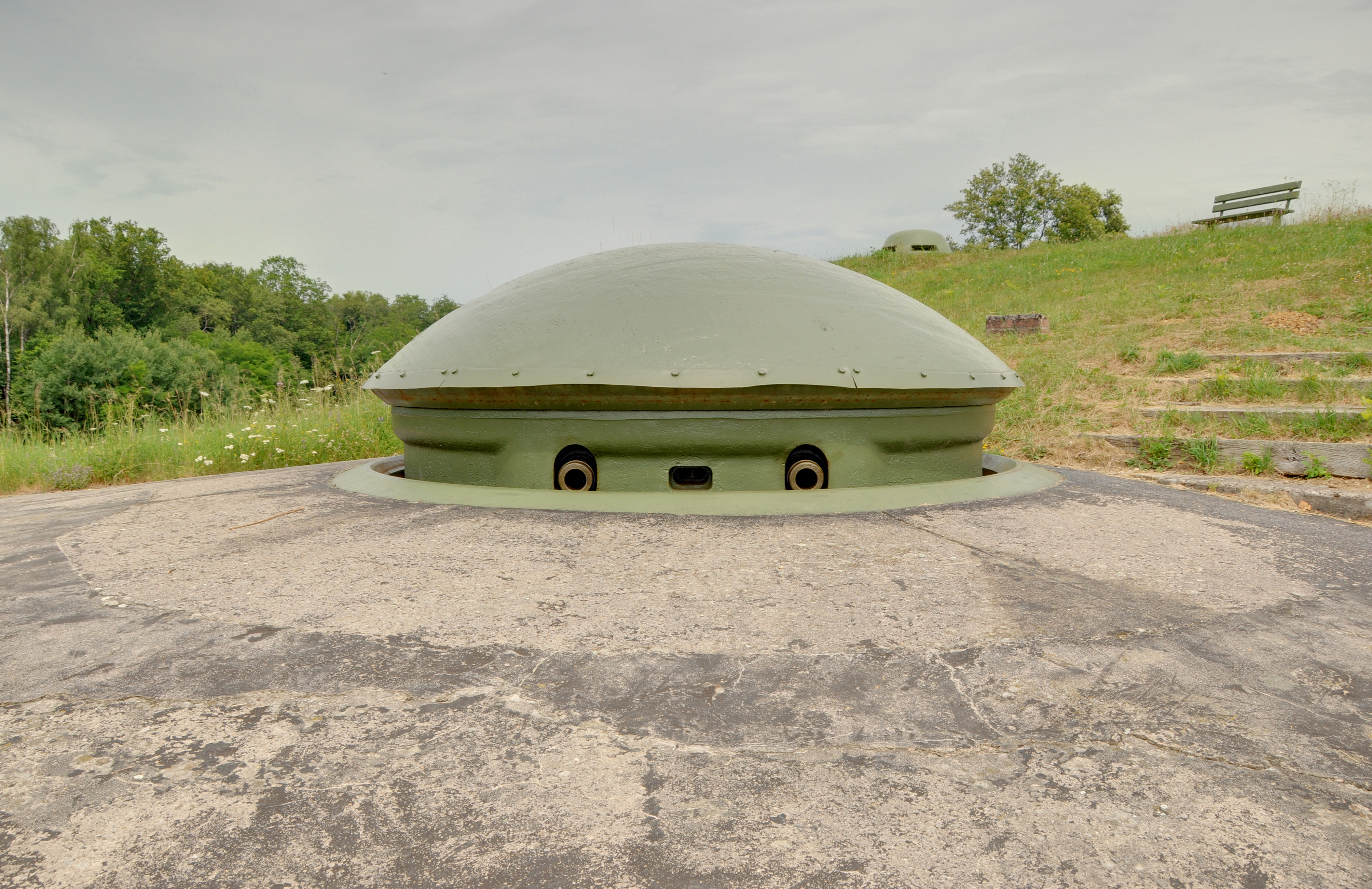
Tourelle de 75 mm modèle 1905 en position d'équilibre, soit à moitié en batterie (fort d'Uxegney, près d'Épinal).

La tourelle pour deux pièces de 75 mm R modèle 1905 est l'un des types de tourelle qui équipent les forts du système Séré de Rivières et un bloc d'artillerie d'un des ouvrages de la ligne Maginot.
Il s'agit d'un modèle de tourelle à éclipse, installé en saillie sur la dalle de béton de la fortification et armé avec deux canons de 75 mm Raccourcis (d'où l'abréviation « R »). Son rôle était d'assurer le flanquement des intervalles entre les forts et ouvrages, la défense rapprochée (voir sur le front de Verdun en juin 1916, l'Ouvrage de Froideterre qui utilisera sa tourelle avec munitions spécifiques contre les fantassins : la boite à mitraille) et éventuellement des tirs de contre-batterie sur les pièces ennemies.

## Caractéristiques
La tourelle de 75 mm R modèle 1905 fait 2,90 mètres de diamètre à l'extérieur et 135 tonnes au total. Toutes les manœuvres sont faites manuellement avec des manivelles et un intelligent système de contrepoids.
Sa partie mobile est mise en batterie à l'aide d'un contrepoids à l'extrémité d'un balancier. Une fois en batterie, elle sort de 30 cm et émerge de 1,03 mètre au-dessus de son avant-cuirasse.
Son blindage est de 280 mm d'acier pour le toit et de 180 mm pour la muraille (la partie entre la toiture et l'avant-cuirasse). Une fois la tourelle éclipsée, la toiture repose sur les voussoirs d'acier de l'avant-cuirasse scellés dans la dalle de béton du bloc.

### Armes
Elle est armée d'un affût comportant de deux de canons de 75 mm modèle 1905 R (pour Raccourci), une variante du canon de 75 mm modèle 1897 dont le tube est, de conception pour l'emploi dans ce modèle de tourelle, raccourci à 1,555 mètre, capables de tirer à une portée maximale de 5 500 mètres et à une cadence de tir théorique de 20 coups (10 coups par pièce) par minute (en raison de cette cadence soutenue, le tir ne peux dépasser 2 minutes et il faut attendre que les tubes refroidissent). Le pointage en hauteur peut se faire de 0° jusqu'à 12°45'. Une lunette de visée est installée entre les deux tubes, permettant le tir direct.

### Équipements

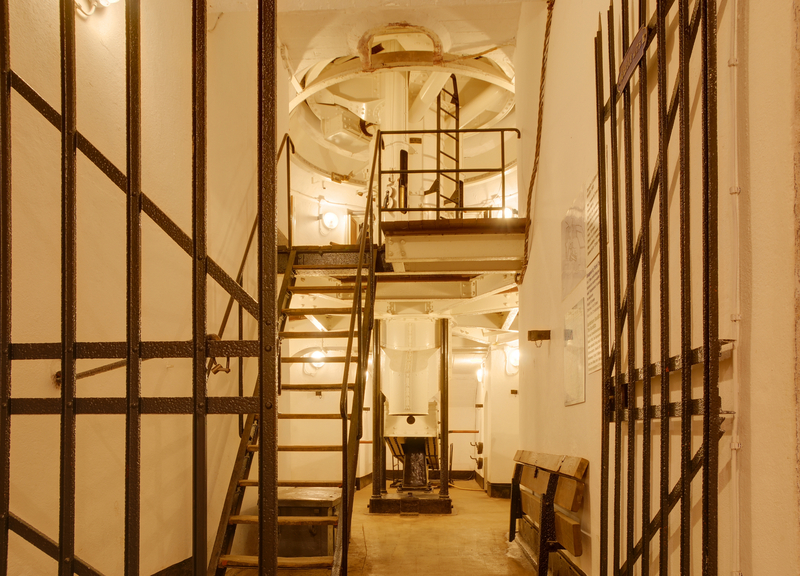
Étage intermédiaire et étage inférieur de la tourelle de 75 mm (fort d'Uxegney, près d'Épinal).
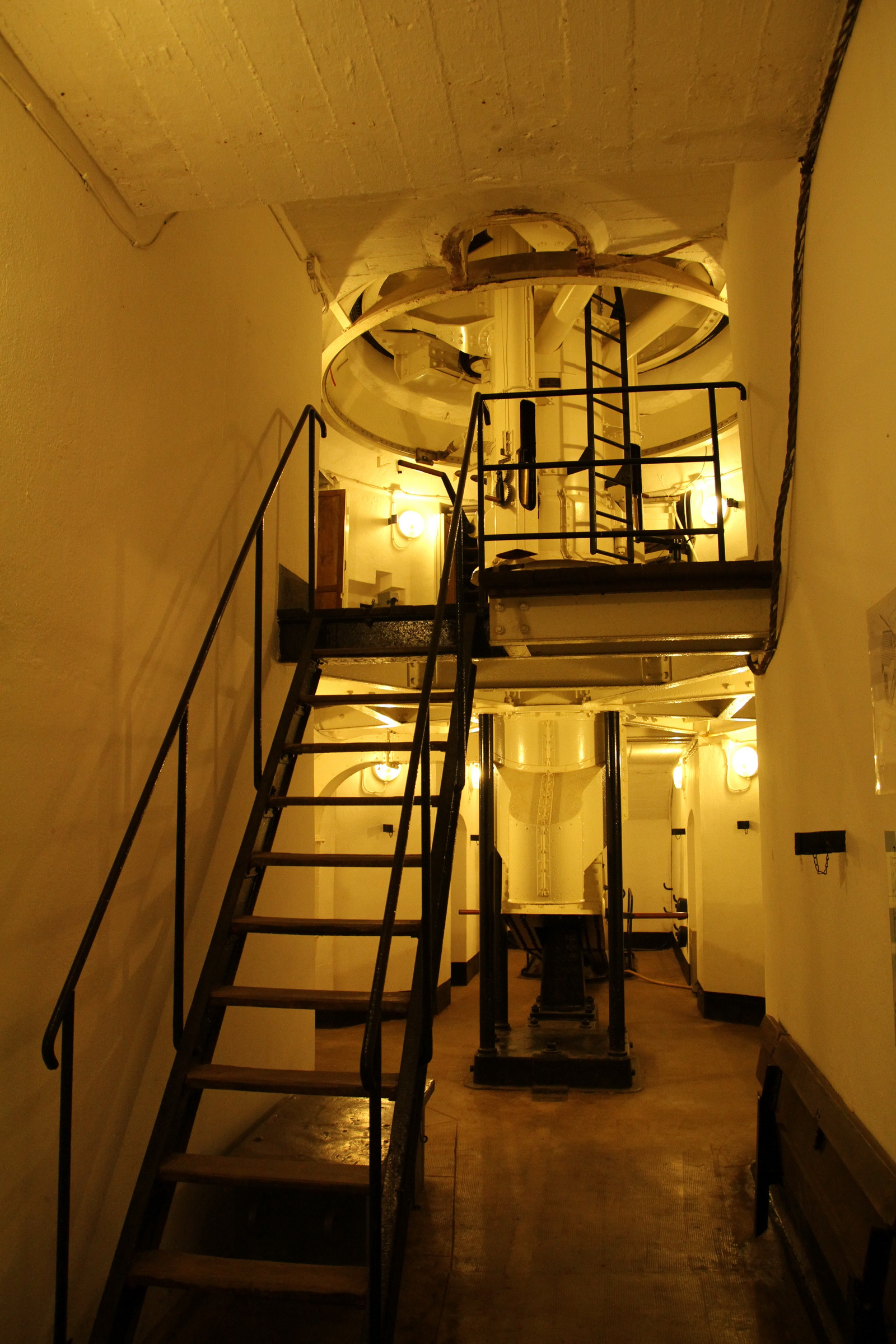
Autre vue des dessous de la tourelle d'Uxegney.
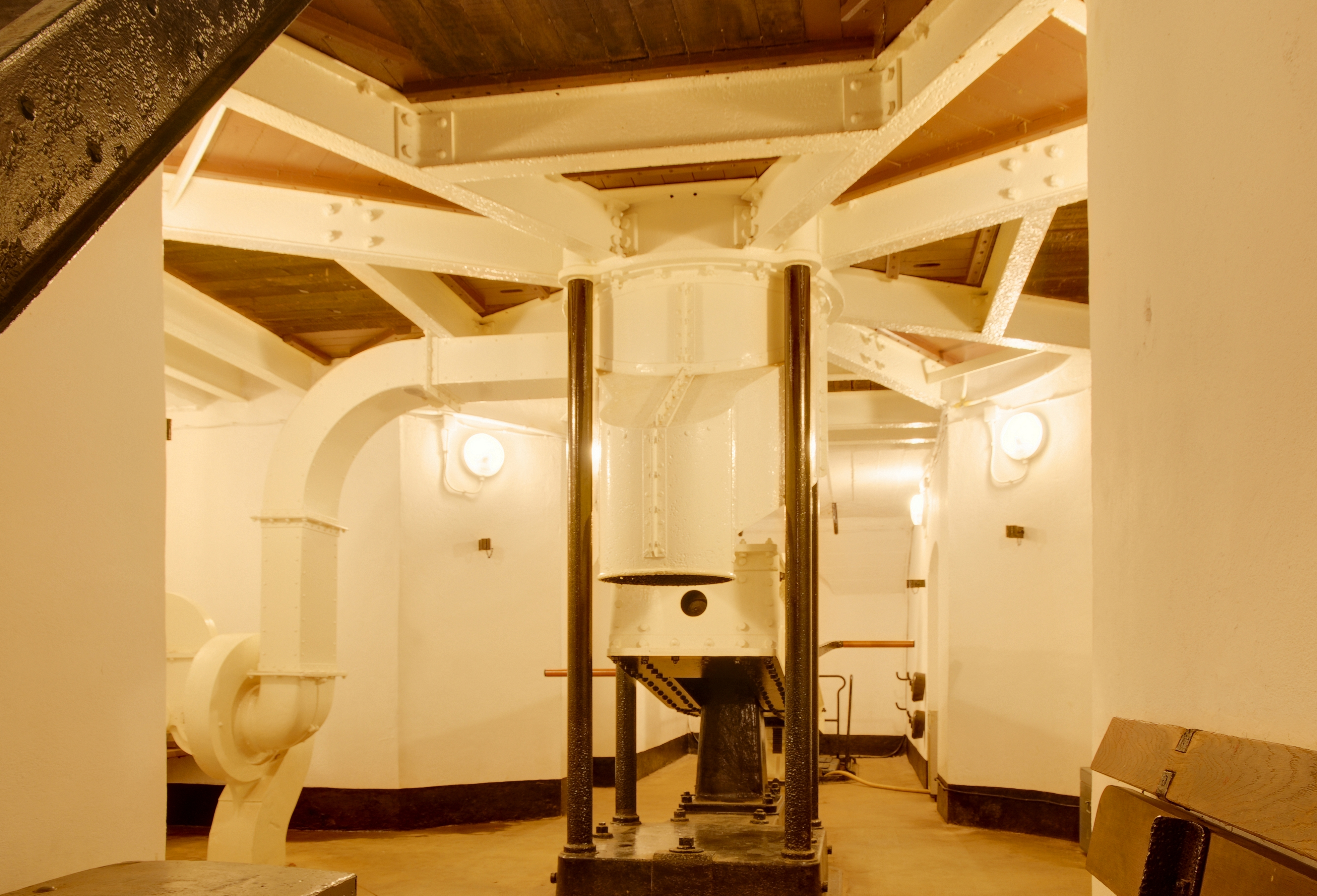
Vue de l'étage inférieur et du balancier de la même tourelle.
Schéma d'un bloc d'artillerie montrant le système de mise en batterie d'une tourelle.
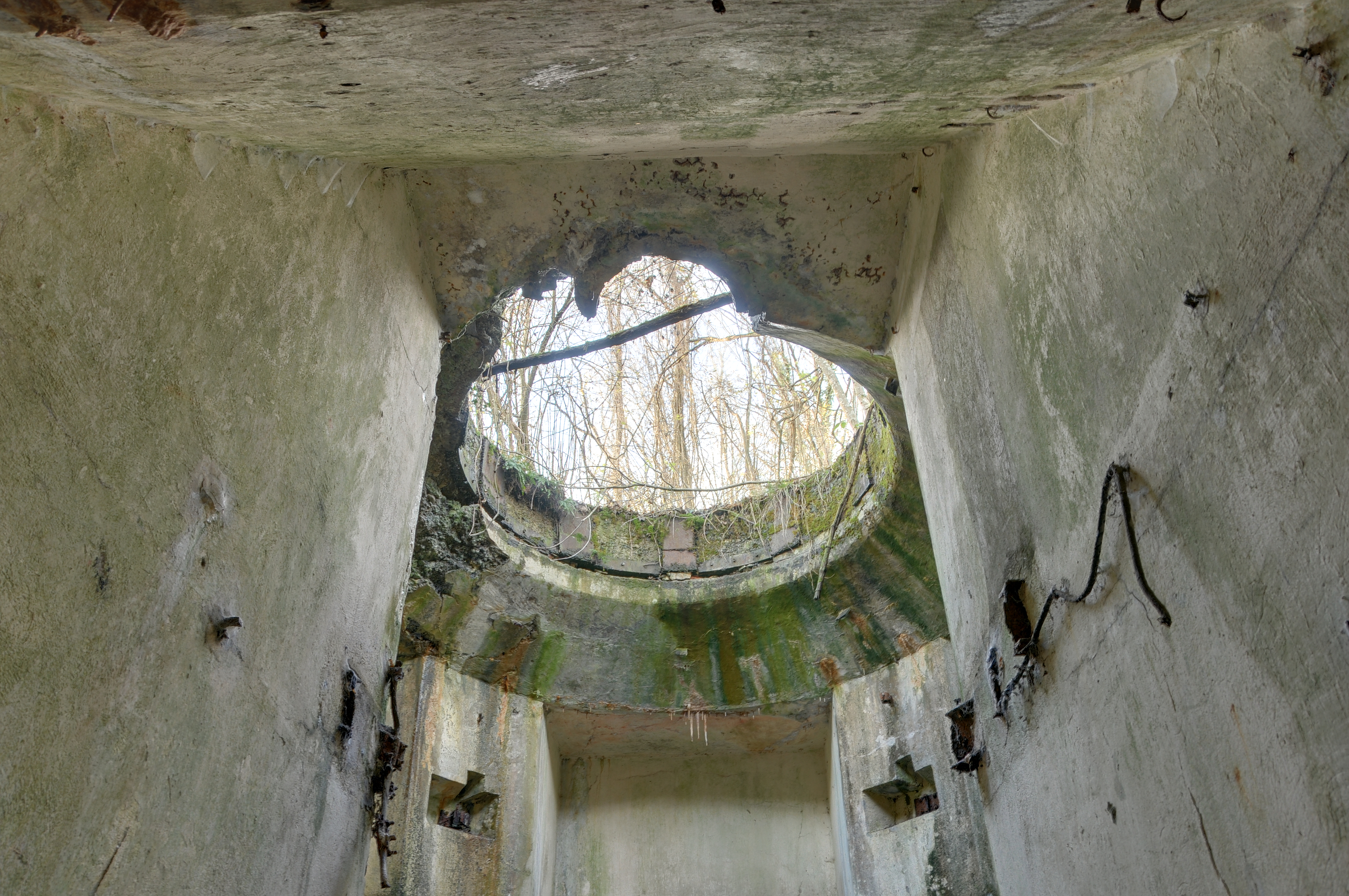
Emplacement d'une tourelle dépouillée (fort du Bois d'Oye, près de Belfort).

## Liste des tourelles des forts Séré de Rivières
Sur les 73 tourelles commandées pour armer les forts, 57 sont mises en place avant le début de la Première Guerre mondiale. Les 16 autres, censées être installées en 1914 et en 1915, restèrent sur parc pendant une vingtaine d'années.
La no 53 a été montée en juin 1912 au polygone de tir d'Otchakoff (en Crimée) pour servir lors d'essais ; elle fut réparée en 1924 sans être remontée ailleurs.
| Ouvrage       | Numéro de tourelle |
| ------------- | ------------------ |
| Petite-Synthe | 33                 |

| Forts     | Numéros de tourelle |
| --------- | ------------------- |
| Hautmont  | 45                  |
| Leveau    | 58                  |
| Les Sarts | 46                  |

| Forts       | Numéros de tourelle | Forts         | Numéros de tourelle |
| ----------- | ------------------- | ------------- | ------------------- |
| Chana       | 24                  | Landrecourt   | 7                   |
| Choisel     | 19                  | Marre         | 18                  |
| Douaumont   | 54                  | Moulainville  | 20                  |
| Dugny       | 3                   | Regret        | 21 et 22            |
| Froideterre | 4                   | Vacherauville | 52                  |
| La Falouse  | 17                  | Vaux          | 5                   |
| La Laufée   | 1                   |               |                     |

| Fort      | Numéro de tourelle |
| --------- | ------------------ |
| Liouville | 40                 |

| Forts       | Numéros de tourelle | Forts         | Numéros de tourelle |
| ----------- | ------------------- | ------------- | ------------------- |
| Blénod      | 41                  | La Cloche     | 8                   |
| Bouvron     | 55                  | Lucey         | 11 et 12            |
| Bruley      | 9                   | Mordant       | 35                  |
| Chanot      | 38                  | Tillot        | 42 et 43            |
| Domgermain  | 34                  | Trondes       | 16                  |
| Écrouves    | 39                  | Vieux-Canton  | 36 et 37            |
| Gondreville | 15                  | Villey-le-Sec | 10 et 13            |

| Fort    | Numéro de tourelle |
| ------- | ------------------ |
| Frouard | 44                 |

| Forts      | Numéros de tourelle |
| ---------- | ------------------- |
| Adelphes   | 25                  |
| Deyvillers | 23                  |
| Longchamp  | 26                  |
| Uxegney    | 51                  |

| Forts       | Numéros de tourelle | Forts     | Numéros de tourelle |
| ----------- | ------------------- | --------- | ------------------- |
| Bessoncourt | 31 et 32            | Haut-Bois | 27                  |
| Bois-d'Oye  | 28                  | Meroux    | 50                  |
| Chevremont  | 48 et 49            | Roppe     | 30                  |
| Fougerais   | 29                  | Vézelois  | 47                  |

| Fort                    | Numéros de tourelle |
| ----------------------- | ------------------- |
| Saint-Michel (Ouessant) | 2 et 6              |

| Fort                         | Numéro de tourelle |
| ---------------------------- | ------------------ |
| Cap Saint-Jacques (Vũng Tàu) | 57                 |

## Liste des tourelles des blocs Maginot
Lors de l'extension de la ligne Maginot en 1934, les tourelles modèle 1905 surnuméraires sont réutilisées pour faire des économies et pour armer les blocs des « nouveaux fronts ». Quelques modifications furent apportées, d'une part en renforçant la cuirasse et d'autre part en augmentant l'angle de tir (qui passe de 12°45' à 30°).
Une seule tourelle a été mise en place avec son armement initial à l'ouvrage du Chesnois (secteur fortifié de Montmédy) dans le bloc 5 (tourelle no 73), à la suite du marché du 24 avril 1935 passé avec Châtillon-Commentry.
Douze autres tourelles (nos 60 à 72) sont modifiées en 1934 en remplaçant les deux pièces de 75 mm par deux armes mixtes (jumelage de mitrailleuses et canon de 25 mm AC) pour servir de tourelles d'infanterie.